# Station North Sheen
North Sheen is een spoorwegstation van National Rail in Richmond upon Thames in Engeland. Het station is eigendom van Network Rail en wordt beheerd door South Western Railway. 